# Mili Pecherer

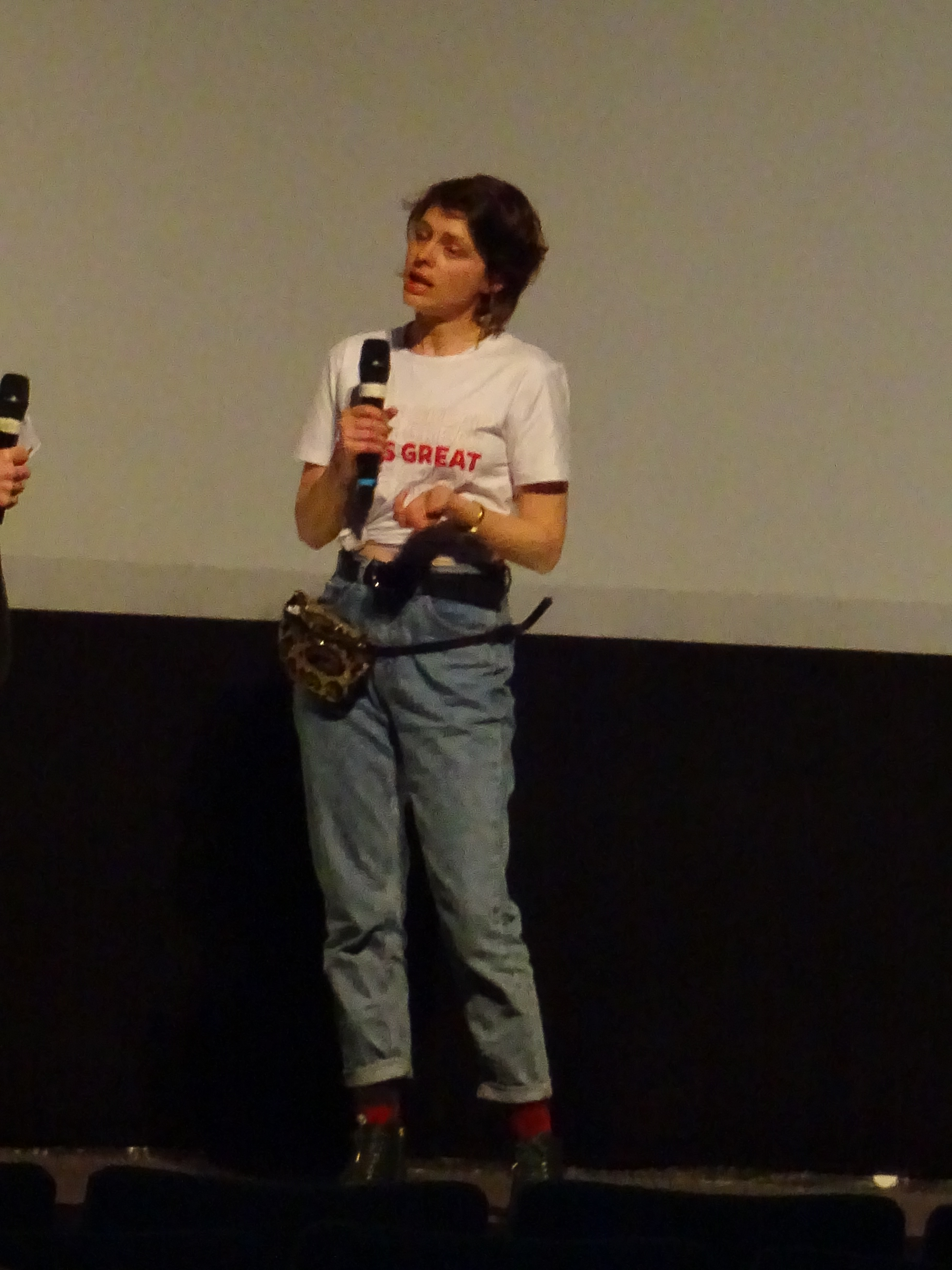
Mili Pecherer, Berlinale 2020

Mili Pecherer (hebräisch מילי פצ'רר; geboren 1988) ist eine israelische Filmemacherin, die in Frankreich lebt.

## Biografie
Pecherer ist Absolventin der Bezalel Academy of Arts and Design in Jerusalem sowie der Schule Le Fresnoy Studio National des Arts Contemporains in Tourcoing. Sie ist Mitglied der Israelischen Gesellschaft für Napoleonische Forschung und lebt in Marseille. Sie führt Regie, ist Produzentin, Drehbuchautorin, Synchronsprecherin, Kamerafrau, Filmeditorin und Musik-Komponistin.
Ihr erster Dokumentarfilm handelte von Außerirdischen in ihrer Heimatstadt. Als Kind von Einwanderern aus Frankreich und der UdSSR, die sich im Gelobten Land niederließen, machte sie sich nach ihrem ersten Studienabschluss auf die Suche nach ihren nomadischen Wurzeln. Sie bereiste die Länder Finnland, Russland und Spanien und dokumentierte dort sowie in Frankreich ihre Begegnungen mit gewöhnlichen Menschen und Tieren im Alltag. Unterstützt wurde sie dabei von der Bezalel Academy of Arts and Design, der Lahti University of Applied Sciences, Le Fresnoy, VGIK und BilbaoArte. Zu ihrer Arbeit sagte sie, sie habe Filme mit Napoleon Bonaparte, Gott, einer Hämorrhoide sowie einem Esel gemacht und sich danach die Technik der Videospiele angeeignet, um ungekannte erzählerische Freiheiten zu erzielen.
Zum autobiografischen Element in ihren Dokumentationen meint sie, dass der Begriff „Autografie“ besser passt. Sie erschafft neue reale Situationen, die sie ohne ihre Filme nicht erlebt hätte. Es ist eine Möglichkeit, der Welt so zu begegnen, wie sie ist. Themen ihrer Filme 2019, 2021 und 2024 sind biblische Überlieferungen, die sie mit eigenen Fragen bearbeitete. Sie scannte sich und wurde ein Avatar, der in die Erzählung eintaucht. Zur Umsetzung hat sie ein benutzerdefiniertes Videospiel erstellt. Dies zeichnete sie auf, während sie durch das synthetische Universum gewandert ist. Sie sagt, diese Methode habe auch etwas von einer Dokumentation. Sie findet es ehrlicher, so zu zeigen, wie ihre Sicht der Dinge ist.
Ihr Film „How Glorious It Is to Be a Human Being“ wurde beim französischen Wettbewerb auf dem FID Marseille 2019 mit einer Besonderen Erwähnung ausgezeichnet. Ihr Kurzfilm „It Wasn’t the Right Mountain, Mohammad“ wurde für die Berlinale Shorts 2020 und „We Will Not Be the Last of Our Kind“ für die Berlinale Shorts 2024 ausgewählt.

## Filmografie
- 2012 2pac Its Olrait, Kurzfilm
- 2014 Yeruham Off-Season, Abschlussfilm an der Bezalel Academy
- 2017 La vie sans pompe
- 2018 How Glorious It Is to Be a Human Being
- 2019 It Wasn’t the Right Mountain, Mohammad. Kurzfilm
- 2021 Tsigele-Migele, Kurzfilm
- 2024 We Will Not Be the Last of Our Kind, Kurzfilm